# Ousman Sillah (Politiker)
Ousman Sillah (* 1. April 1964 in Bathurst) ist ein gambischer Politiker.

## Leben
| Parlamentswahl | Stimmen | Stimmanteil |
| -------------- | ------- | ----------- |
| 2017           | 1.007   | 34,30 %     |

Ousman Sillah wuchs in Banjul auf. Dort besuchte er die Kampama Primary School und die Muslim High School. Anfang der 1980er Jahre engagierte er sich in der Jugendarbeit bei der NGO Youth Front Against Drugs and Alcohol Abuse (YFADAA). Er arbeitete auch als Verwaltungssekretär und Studienleiter. Während der Regentschaft des Armed Forces Provisional Ruling Council war er 15 Monate ohne Anklage in einem Gefängnis in Janjanbureh inhaftiert.
Seit der Gründung der Partei People’s Democratic Organisation for Independence and Socialism (PDOIS) 1986 war Sillah für diese aktiv. Von 2006 bis 2017 arbeitete er als Journalist bei der Foroyaa, die bis 1994 Parteiorgan der PDOIS war. Während der Präsidentschaftswahl 2016 wirkte er als Kampagnenkoordinator für die Coalition 2016 in Banjul und Kanifing Municipal.
Er trat bei der Wahl zum Parlament 2017 als Kandidat der PDOIS im Wahlkreis Banjul North in der Banjul Administrative Area an. Mit 34,30 % konnte er den Wahlkreis vor Momodou Lamin B. Bah (UDP, * 1987) und den unabhängigen Kandidaten Samba Njie für sich gewinnen. In der National Assembly amtierte er als Vorsitzender des Sonderausschusses für Gesundheit, Frauen, Kinder, Katastrophen, humanitäre Hilfe und Flüchtlinge. Er war außerdem Mitglied des Ständigen Ausschusses für auswärtige Angelegenheiten und des Sonderausschusses für Handel. Zudem gehörte er der Delegation bei der Parliamentary Union of Islamic Countries an.
Bei den Parlamentswahlen 2022 verlor Sillah mit 1204 Stimmen (30,03 %) seinen Wahlkreis an Bah, der erneut für die UDP antrat und 1658 Stimmen (41,36 %) für sich gewinnen konnte.
Ousman Sillah ist der Bruder der Politikerin, Journalistin und Frauenrechtlerin Amie Sillah.